# Pyrotechnik

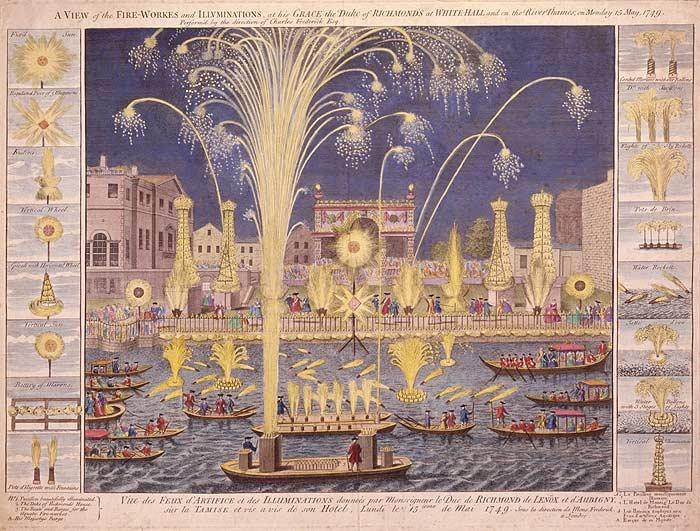
Feuerwerksmusik Music for the Royal Fireworks auf der Themse (London, 15. Mai 1749)

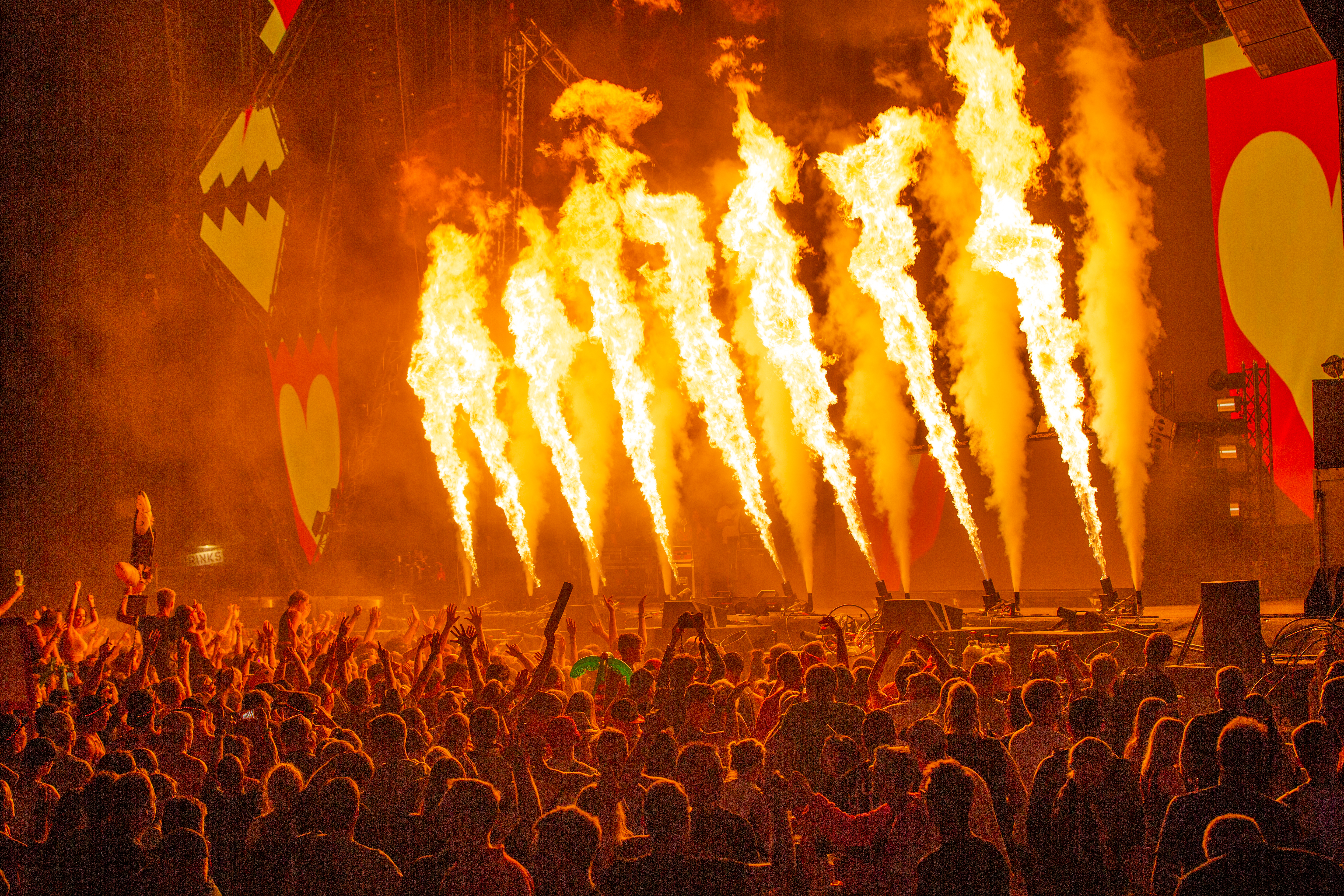
Flammen mit Flüssigbrennstoff, keine Pyrotechnik im rechtlichen Sinne. Hier SonneMondSterne 2018.

Die Pyrotechnik (altgriechisch πῦρ pyr, deutsch ‚Feuer‘) weist auf eine Technik in Verbindung mit – meist explosiv ablaufender – Verbrennung hin.
- Ein pyrotechnisches Erzeugnis ist eine Bezeichnung für Produkte der pyrotechnischen Industrie, in denen pyrotechnische Sätze (chemische Gemenge[1]) enthalten sind.
- Ein pyrotechnischer Gegenstand bzw. pyrotechnischer Artikel ist – als rechtliche Bezeichnung – ein Gegenstand, der einen pyrotechnischen Satz enthält, bei dessen vorsätzlich ausgelöster chemischer Zustandsänderung bestimmte Bewegungs-, Licht-, Knall-, Rauch-, Nebel-, Druck- oder Reizwirkungen hervorgerufen werden sollen.
- Ein pyrotechnischer Effekt ist – anwendungsorientiert – ein pyrotechnischer Gegenstand (Effektträger) und dessen Wirkung.

Pyrotechnische Erzeugnisse sind z. B. Streichhölzer oder die Treibladungen in Airbags, insbesondere aber Produkte der Feuerwerkerei sowie Spezialeffekte.
Gegenstände mit pyrotechnischen Materialien unterliegen in vielen Ländern dem nationalen Sprengstoffrecht oder einem speziellen Pyrotechnikgesetz. Dabei werden sie meist nach ihrer Gefährlichkeit und dem Gesamtsatzgewicht (Nettoexplosivstoffmasse, NEM) in verschiedene Klassen eingeteilt.

Der Transport ist im Europäischen Übereinkommen über die internationale Beförderung gefährlicher Güter auf der Straße (ADR) geregelt.

## Pyrotechnische Gegenstände

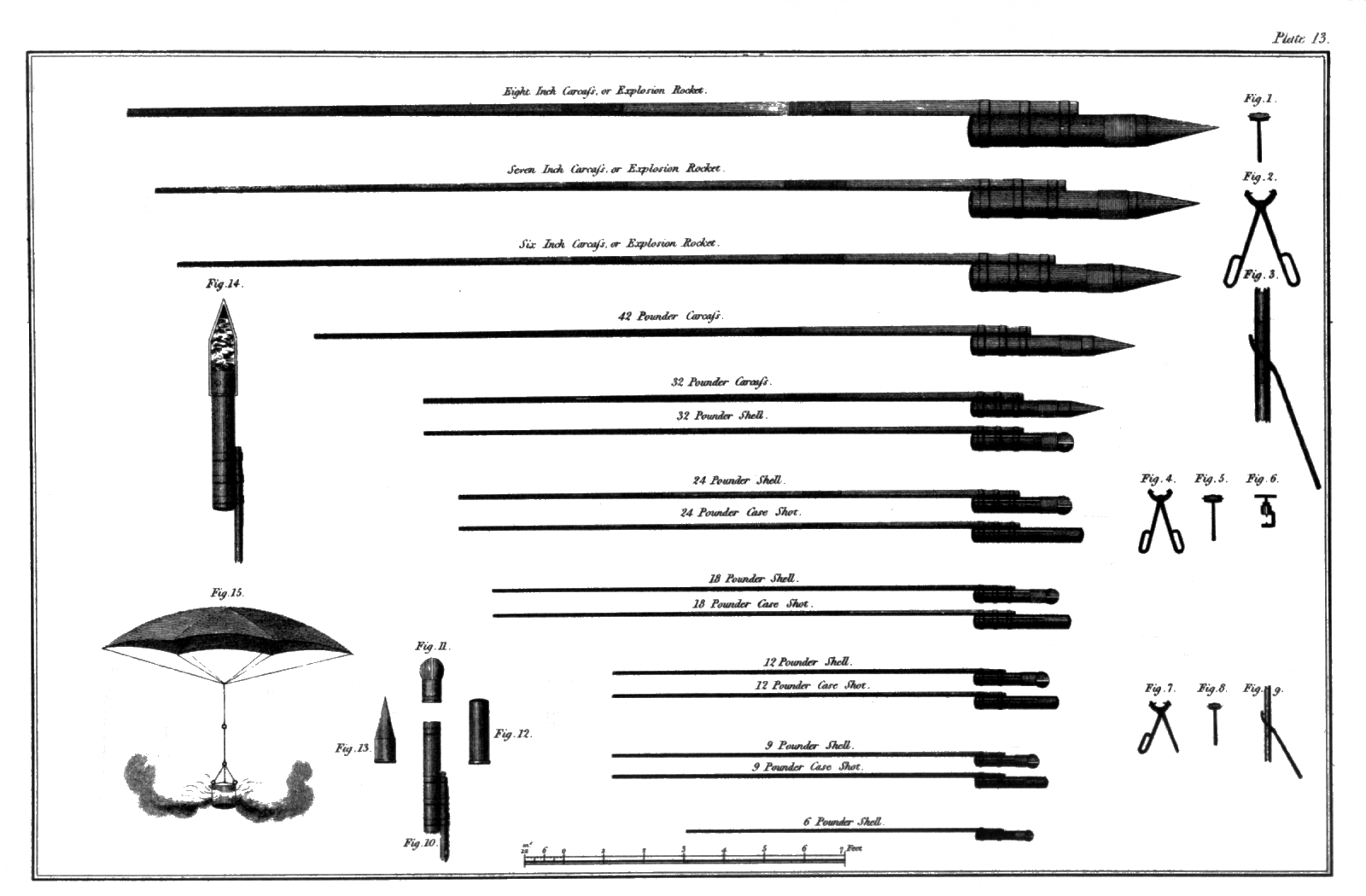
Diverse pyrotechnische Gegenstände; Sir William Congreve, 1814

Pyrotechnische Gegenstände bestehen in der Regel aus mehreren Komponenten:
- dem pyrotechnischen Satz (einem Sauerstoffspender wie Salpeter und einem Brennstoff wie Kohle, Schwefel oder Aluminium)
- diversen Umhüllungen aus Karton, Metall, Kunststoff und ähnlichem, die als Verdämmung den Druckaufbau ermöglichen; siehe Verdämmte Ladung
- der Anfeuerung (dem Köder): Sie werden mit einfachen Lunten oder zum Beispiel Brückenzündern (Elektrozünder) entzündet
- sowie anderen Funktionsteilen.

Die mit einem Satz bestückten Hülsen werden als Ladung, die ganze Baugruppe als Körper bezeichnet. Ein pyrotechnischer Gegenstand kann aus mehreren Körpern bestehen, etwa einem Ausstoßkörper und mehreren Effektkörpern.
Die explosionsgefährlichen Stoffe, die im Satz verwendet werden, unterscheiden sich etwas von den typischen Sprengstoffen, da sie meist – physikalisch gesehen – nur schnell abbrennen (Deflagration) und nicht detonieren.
Die bekannteste Gruppe pyrotechnischer Gegenstände sind die der Waffentechnik, sowie die Feuerwerkskörper, die für Vergnügungszwecke (Feuerwerk) verwendet werden.
Daneben zählen zu den pyrotechnischen Gegenständen auch Anzündmittel, Zündmittel, Signalmittel und Ähnliches.
Als pyrotechnische Erzeugnisse für technische Zwecke seien erwähnt: Bühnenfeuerwerkskörper, Heizsätze zum Verschweißen von Kunststoffen oder Schweißen von Stahl (Thermit); Rauch- bzw. Schwelsätze entsprechender Zusammensetzung können zum Begasen von Ungeziefer oder Schädlingen eingesetzt werden; in der Anfangszeit der Fotografie wurde Blitzlicht durch verbrennendes Magnesium erzeugt; thermische Selbstzerstörungssätze; Reizgassätze (Tränengas); Hagelabwehrraketen.

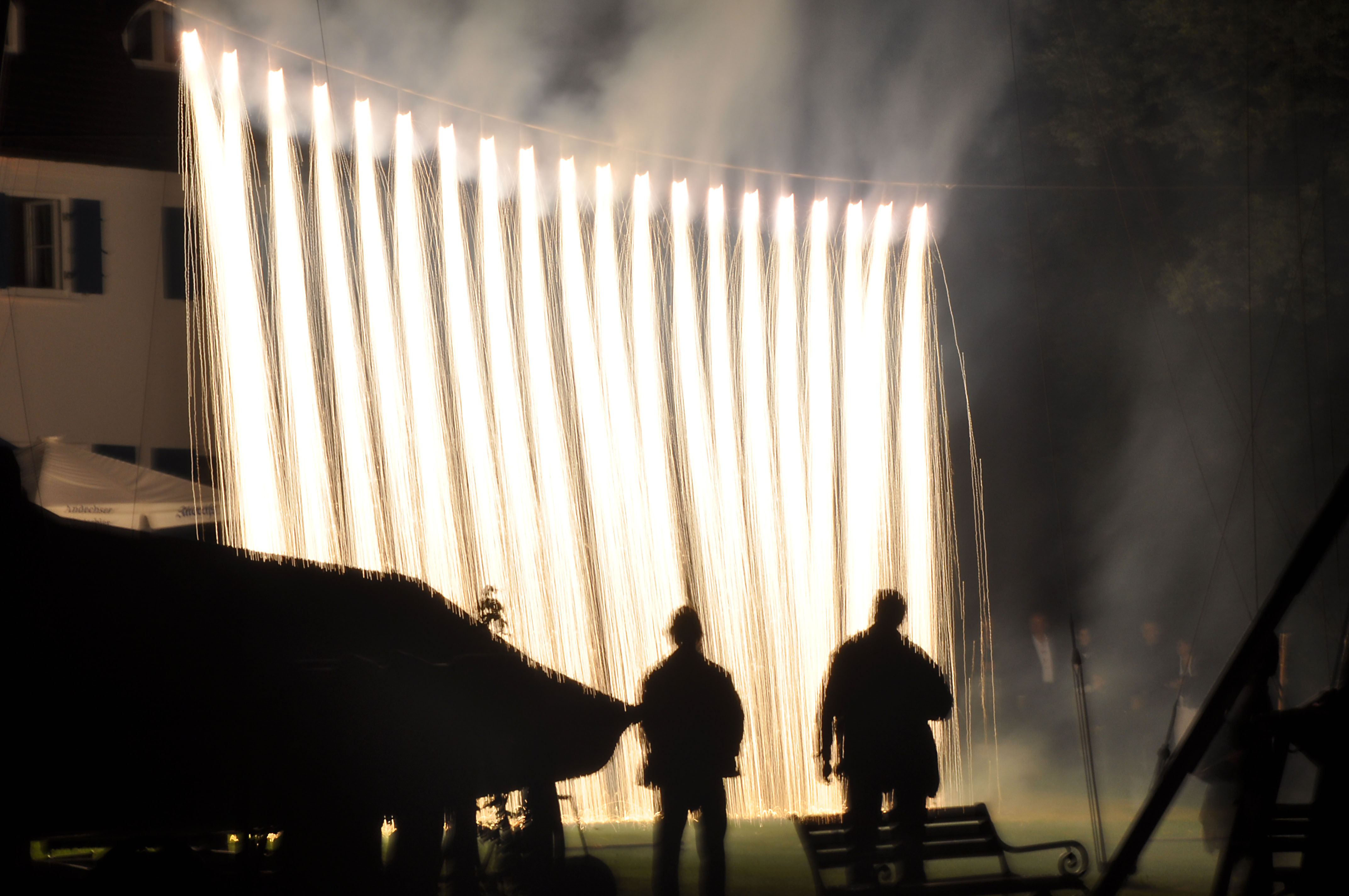
Pyrotechnischer Wasserfall aus Silberfunken

Nicht zu den pyrotechnischen Gegenständen gerechnet werden Sprengmittel, Objekte die brisante Explosivstoffe wie TNT enthalten oder auch Großraketen (das sind Raketen der Raumfahrttechnik), obwohl die zugrundeliegenden Vorgänge ähnlich sind.

## Pyrotechnischer Effekt
Ein pyrotechnischer Effekt ist die Wirkung, die der Gegenstand entfaltet, etwa als Licht, Schall, Wärme, Druck, Bewegung oder als Nebel oder Rauch bzw. der Körper, der diese Wirkung trägt.
Je nach Wirkung, Verwendung oder Konstruktion unterscheidet man entsprechend:
- Treibladung, Zerlegerladung, Effektladung, Verzögerer
- Knallkörper, Rauchkörper, Blitzkörper
- Rakete, Bodeneffekt, Fallschirmeffekt usw.

Die klassischen Einsatzgebiete von pyrotechnischen Effekten sind Kunst und Unterhaltung (klassisches Feuerwerk und Theaterfeuerwerk, Feuershow, Film-Spezialeffekte) sowie im militärischen Bereich Brandentfachung (etwa Brandbomben), Signalübermittlung sowie Tarnen und Täuschen.
Besondere Bedeutung hat die Pyrotechnik zunehmend im Technik-Bereich (technische Feuerwerke), z. B. als Seenotsignale, im Kfz-Sicherheitsbereich, bei Rettungseinrichtungen in Freizeit und auf Expeditionen oder Luft- und Raumfahrt, wobei insbesondere im Bereich der Feststoffraketen die Abgrenzung zur eigentlichen Raketentechnik schwierig ist.
Bei Spezialeffekten für Veranstaltungen und Film werden zunehmend auch entzündbare flüssige Stoffe wie Propan, Benzin oder Ethanol eingesetzt, die keine pyrotechnischen Effekte im klassischen Sinne sind.

## Rechtliches

Gefahrensymbol für explosionsgefährliche Stoffe

Der Umgang, dazu gehören das Herstellen, Bearbeiten, Verarbeiten, Verwenden, Verbringen, der Transport und das Überlassen innerhalb der Betriebsstätte, das Wiedergewinnen und Vernichten; der Verkehr (Handel) und die Einfuhr werden aufgrund der möglichen Gefährdung geregelt.
Pyrotechnische Gegenstände werden nach dem Gesamtsatzgewicht (Anfeuerungs-, Treib- und Effektsatz) in verschiedene Kategorien eingeteilt. Die Verwendung von Gegenständen bestimmter Kategorien setzt oft eine behördliche Genehmigung voraus und gilt für einen bestimmten Veranstaltungsort und -zeitpunkt (das umfasst auch die Ausnahmeregelung für Silvesterfeuerwerke).
Neben den Feuerwerkskörpern fallen unter die einschlägigen Regelungen: Rauch- oder nebelerzeugende pyrotechnische Gegenstände, pyrotechnische Signalmittel, Bengalfackeln, Bengalfeuer und Schellackfeuer sowie Böllerpatronen für Böller- oder Salutkanonen, Bühnenpyrotechnik, Raketen verschiedener Verwendung, und anderes.
Alle pyrotechnischen Gegenstände unterliegen im Transport als Gefahrgut dem ADR. Sie sind in der Klasse 1 Explosive Stoffe eingruppiert, und je nach Gesamtsatzgewicht fallen sie in eine der Unterklassen, je nach Art des Satzes in eine der Verträglichkeitsgruppen.

### Allgemeine rechtliche Regelungen
Der Import herkömmlicher Feuerwerkskörper wie auch anderer Pyrotechnika (außer Marginalien wie Zündhölzern) ist in der EU nur lizenzierten Fachbetrieben gestattet. Der Import durch Privatpersonen ist seit 2005 eine Straftat.
Ein Verbringen aus anderen EU-Staaten ist allerdings gestattet, solange es sich auf Gegenstände der Kategorien F1, F2 (hier gibt es allerdings Beschränkungen, ausgenommen sind z. B. Raketen mit einer Nettoexplosivstoffmasse von über 20 g oder Bodenknallkörper mit Blitzknallsatz), T1, sowie P1 beschränkt. Das Verbringen von pyrotechnischen Gegenständen der Kategorien F3, F4, T2, sowie P2 bedarf einer sprengstoffrechtlichen Erlaubnis.
Verboten sind allgemein:
- Die nichtgewerbsmäßige Herstellung von pyrotechnischen Gegenständen und losen pyrotechnischen Sätzen (siehe z. B. PyroTG § 14 in Österreich),
- die Verwendung pyrotechnischer Gegenstände in unmittelbarer Nähe von Kirchen und Gotteshäusern sowie von Krankenanstalten, Kinder-, Alters- und Erholungsheimen. (z. B. PyroTG § 17 in Österreich) sowie
- die Verwendung bestimmter pyrotechnischer Gegenstände im Innenraum und in der Nähe von brandgefährdeten Gebäuden (z. B. in manchen deutschen Städten wegen des Denkmalschutzes).

Darüber hinaus sind manche Gegenstände nach den Waffengesetzen verbotene Waffen. Hierbei ist der Rechtsgeber noch strenger.
Zudem ist in nahezu allen Fußballstadien die Verwendung von Pyrotechnik per Stadionordnung untersagt. Strittig ist jedoch, ob es sich bei einem Verstoß rechtlich um eine Ordnungswidrigkeit oder eine Straftat handelt. Am 8. Februar 2020 fand im Hamburger Volksparkstadion erstmals in der deutschen Fußballgeschichte vor einem Bundesligaspiel eine genehmigte „Pyroshow“ statt.

### Richtlinie 2013/29/EU
Die Richtlinie 2013/29/EU des Europäischen Parlaments und des Rates vom 23. Mai 2007 über das Inverkehrbringen pyrotechnischer Gegenstände ist erheblich geändert worden. Daher war eine Neufassung notwendig, die ab dem 1. Juli 2015 anwendbar ist. Die erforderlichen Rechts- und Verwaltungsvorschriften der Mitgliedstaaten wurden angepasst.

### Richtlinie 2007/23/EG
Pyrotechnische Gegenstände werden nach den Anforderungen der Richtlinie 2007/23/EG des Europäischen Parlaments und des Rates vom 23. Mai 2007 über das Inverkehrbringen pyrotechnischer Gegenstände nach ihrer Gefährlichkeit oder ihrem Verwendungszweck in folgende Kategorien eingeteilt (Artikel 3):
a) Feuerwerkskörper
- Kategorie F1: „sehr geringe Gefahr“, Schalldruckpegel von max. 120 dB(A,Imp.) im Abstand von 1 m, auch in geschlossenen Bereichen einschließlich Wohngebäuden zu verwenden
- Kategorie F2: „geringe Gefahr“, Schalldruckpegel von max. 120 dB(A,Imp.) im Abstand von 8 m, innerorts generell verboten, gem. Verordnung oder Genehmigung ab 16 Jahren in abgegrenzten Bereichen im Freien zu verwenden
- Kategorie F3: „mittelgroße Gefahr“, Schalldruckpegel von max. 120 dB(A,Imp.) im Abstand von 15 m, nur nach behördlicher Genehmigung und durch Erlaubnisinhaber in weiten offenen Bereichen im Freien zu verwenden
- Kategorie F4: „große Gefahr“, kein Schallpegel-Limit, nur nach behördlicher Genehmigung und durch ausgebildete Pyrotechniker in weiten offenen Bereichen im Freien zu verwenden

b) Pyrotechnische Gegenstände für Bühne und Theater (Theaterfeuerwerk)
- Kategorie T1: Pyrotechnische Gegenstände für die Verwendung in Theater und auf Bühnen, die eine geringe Gefahr darstellen
- Kategorie T2: Pyrotechnische Gegenstände für die Verwendung in Theater und auf Bühnen, die zur Verwendung nur durch Personen mit Fachkenntnissen vorgesehen sind

c) Sonstige pyrotechnische Gegenstände
- Kategorie P1: Pyrotechnische Gegenstände außer Feuerwerkskörpern und pyrotechnischen Gegenständen für andere Zwecke, die eine geringe Gefahr darstellen
- Kategorie P2: Pyrotechnische Gegenstände außer Feuerwerkskörpern und pyrotechnische Gegenstände für andere Zwecke, die zur Handhabung oder Verwendung nur durch Personen mit Fachkenntnissen vorgesehen sind

### Regelung im Rahmen des ADR/RID

Gefahrgutklasse 1 – Explosive Stoffe
Unterklasse 1.3 – Stoffe und Gegenstände, die eine Feuergefahr besitzen, aber nicht massenexplosionsfähig sind

Alle Feuerwerkskörper enthalten Explosivstoffe und unterliegen im Transport als Gefahrgut dem ADR (Straße) bzw. RID (Schiene). Sie sind in der Klasse 1 Explosive Stoffe eingruppiert, und je nach Gesamtsatzgewicht fallen sie in eine der Unterklassen 1 bis 4, je nach Art des Effekts in eine der Verträglichkeitsgruppen G oder S. Normal erhältliche Feuerwerkskörper der Klasse 1.4G fallen wegen der minderen Gefährdung aber unter eine – für den Endkunden ausreichende – mengenmäßige Freigrenze. Großfeuerwerkseffekte sind aber als Klasse 1.3G, für Großkaliber bis 1.1G, nur unter den strengen rechtlichen Voraussetzungen des ADR zu transportieren.

### Deutschland
In Deutschland werden gemäß dem Sprengstoffrecht (Sprengstoffgesetz, SprengG) und § 6 Abs. (6) der 1. Verordnung zum Sprengstoffgesetz (1. SprengV) pyrotechnische Gegenstände entsprechend den Anforderungen des Artikels 3 in Verbindung mit Anhang I der Richtlinie 2007/23/EG nach ihrer Gefährlichkeit oder ihrem Verwendungszweck in folgende Kategorien eingeteilt:

#### Feuerwerkskörper
Unter diese Art fallen die typischen Feuerwerkskörper, die zu Silvester oder bei Großfeuerwerken abgebrannt werden.
Kategorie F1Feuerwerk mit sehr geringer Gefahr, auch teilweise in geschlossenen Räumen verwendbar, ganzjährig verkauf- und benutzbar, Erwerb auch von Jugendlichen möglich (Mindestalter 12 Jahre) (früher Klasse I). Die Interessenvertretung erfolgt durch den Verband der pyrotechnischen Industrie (VPI). Der Verband mit Sitz in Ratingen ist der Zusammenschluss von derzeit 22 (teils assoziierten) Mitgliedsunternehmen aus Deutschland. Er betreut Hersteller von Silvester-, Groß- und Bühnenfeuerwerken sowie Hersteller von pyrotechnischer Munition aus dem gesamten Bundesgebiet.
|                  | maximale NEM                                                          |
| ---------------- | --------------------------------------------------------------------- |
| Bengalfeuer      | 20 g                                                                  |
| Bengalhölzer     | 3 g                                                                   |
| Blitztabletten   | 2 g                                                                   |
| Fontänen         | 7,5 g                                                                 |
| Tischfeuerwerk   | 2,0 g Nitrocellulose mit einem Massenanteil von nicht mehr als 12,6 % |
| Wunderkerzen     | 7,5 g                                                                 |
| Bengalfackeln    | 7,5 g                                                                 |
| Knallerbsen      | 2,5 mg Silberfulminat                                                 |
| Knallziehbänder  | 16 mg Knallsatz oder 1,6 mg Silberfulminat                            |
| Knatterartikel   | 3 g                                                                   |
| Partyknaller     | 16 mg                                                                 |
| Bodenfeuerwirbel | 5 g                                                                   |

- z. B. Knallerbsen, Wunderkerzen, Tischbomben, Blitzknatterbälle, Mini-Vulkane, Fontänen, Blitztabletten

Kategorie F2Feuerwerkskörper mit geringer Gefahr, nur im Freien verwendbar, Abgabe und Verwendung nur zu Silvester bzw. auch unterhalb des Jahres an jedermann bei Vorlage einer durch die örtlich zuständige Behörde erteilten Ausnahmegenehmigung (für besondere Ereignisse z. B. Geburtstag, Hochzeitstag, u. Ä.) oder generell an Personen, die im Besitz einer Erlaubnis nach § 7 oder § 27 SprengG oder im Besitz eines Befähigungsscheines nach § 20 SprengG sind (im Folgenden kurz Pyrotechniker) (Mindestalter 18 Jahre) (früher Klasse II). Die Interessenvertretung erfolgt ebenfalls durch den Verband der pyrotechnischen Industrie.
|                                                | maximale NEM |
| ---------------------------------------------- | --- |
| Batterien oder Kombinationen ohne Fontänen     | 500 g |
| Bengalfackeln                                  | 50 g |
| Knallfrösche                                   | 10 g (nur Schwarzpulver zulässig) |
| Batterien oder Kombinationen mit Fontänen      | 600 g, davon max. 500 g Nicht-Fontänten-Bauteile |
| Knallkörper                                    | 6 g Schwarzpulver |
| Bengalfeuer                                    | 250 g |
| Knatterartikel                                 | 15 g |
| Baby-Raketen, Mini-Raketen                     | 1,5 g; max. 0,13 g Knallsatz |
| Pyrodrifter                                    | 25 g; pro pyrotechn. Bauteil max. 3 g (kein Knallsatz zulässig) |
| Räder, Feuerräder                              | 100 g, jeder enthaltene Heuler (Pfeifsatz) max. 5 g |
| Raketen                                        | 75 g, enthaltener Knallsatz oder Zerlegerladung: max. 10 g Schwarzpulver oder 4 g Nitrat-Metallknallsatz oder 2 g Perchlorat-Metallknallsatz                               |
| Römische Lichter                               | 50 g; je pyrotechn. Bauteil max. 10 g, max. 5 Bauteile mit Knallsatz (je Teil max. 10 g Schwarzpulver oder 4 g Nitrat-Metallknallsatz oder 2 g Perchlorat-Metallknallsatz) |
| Blitzknallkörper                               | 1 g Nitrat-Metallknallsatz oder 0,5 g Perchlorat-Metallknallsatz |
| Blitztablette                                  | 30 g |
| Bodenfeuerwirbel                               | 25 g; pro pyrotechn. Bauteil max. 8 g |
| Doppelschläge                                  | 10 g Schwarzpulver |
| Feuertöpfe                                     | 50 g, max. 5 Bauteile mit Knallsatz (je Teil max. 5 g Schwarzpulver oder 2 g Nitrat-Metallknallsatz oder 1 g Perchlorat-Metallknallsatz)                                   |
| Feuertöpfe mit nicht-pyrotechnischen Elementen | 8 g Nitrocellulose mit einem Massenanteil von nicht mehr als 12,6 % |
| Feuerwerksrohre                                | 25 g, enthaltener Knallsatz oder Zerlegerladung: max. 10 g Schwarzpulver oder 4 g Nitrat-Metallknallsatz oder 2 g Perchlorat-Metallknallsatz                               |
| Fontänen                                       | 250 g, jeder enthaltene Pfeifsatz max. 5 g |
| Sprungräder                                    | 25 g, pro pyrotechn. Bauteil max. 5 g |
| steigende Wirbel                               | 30 g |
| Wunderkerzen                                   | 50 g |

- Einzelartikel mit Pfeifsatz, insbesondere Luftheuler, sind in Deutschland seit 2007 verboten.

Kategorie F3Feuerwerkskörper, die eine mittelgroße Gefahr darstellen, nur im Freien verwendbar, Abgabe nur an Pyrotechniker erlaubt (früher Klasse III).
|                                            | maximale NEM |
| ------------------------------------------ | --- |
| Batterien oder Kombinationen ohne Fontänen | 1000 g, enthaltene Knallkörper: max. 1000 g Gesamt-NEM; enthaltene Blitzknallkörper: max. 250 g Gesamt NEM                                                                   |
| Batterien oder Kombinationen mit Fontänen  | 3000 g, davon max. 1000 g Nicht-Fontänen-Bauteile, enthaltene Knallkörper: max. 1000 g Gesamt-NEM; enthaltene Blitzknallkörper: max. 250 g Gesamt NEM                        |
| Knallkörper                                | 10 g Schwarzpulver |
| Bengalfeuer                                | 1000 g |
| Räder, Feuerräder                          | 900 g, jedes einzelne Bauteil max. 150 g, jeder enthaltene Heuler (Pfeifsatz) max. 20 g                                                                                      |
| Raketen                                    | 200 g, enthaltener Knallsatz oder Zerlegerladung: max. 50 g Schwarzpulver oder 20 g Nitrat-Metallknallsatz oder 10 g Perchlorat-Metallknallsatz                              |
| Römische Lichter                           | 250 g; je pyrotechn. Bauteil max. 50 g, max. 10 Bauteile mit Knallsatz (je Teil max. 20 g Schwarzpulver oder 8 g Nitrat-Metallknallsatz oder 4 g Perchlorat-Metallknallsatz) |
| Blitzknallkörper                           | 10 g Nitrat-Metallknallsatz oder 5 g Perchlorat-Metallknallsatz |
| Feuertöpfe                                 | 200 g, max. 25 Bauteile mit Knallsatz (je Teil max. 5 g Schwarzpulver oder 2 g Nitrat-Metallknallsatz oder 1 g Perchlorat-Metallknallsatz)                                   |
| Feuerwerksrohre                            | 40 g, enthaltener Knallsatz oder Zerlegerladung: max. 20 g Schwarzpulver oder 8 g Nitrat-Metallknallsatz oder 4 g Perchlorat-Metallknallsatz                                 |
| Fontänen                                   | 1000 g, jeder enthaltene Pfeifsatz max. 20 g |
| Steigende Kronen                           | 160 g, max. 8 Bauteile mit je max. 20 g; Knallsätze: 10 g Schwarzpulver oder 4 g Nitrat-Metallknallsatz oder 2 g Perchlorat-Metallknallsatz                                  |

Kategorie F4Feuerwerkskörper, die eine große Gefahr darstellen, nur im Freien verwendbar, Abgabe nur an Pyrotechniker erlaubt (früher Klasse IV).
- Kugelbomben für Höhenfeuerwerke, Raketen für Großfeuerwerke

#### Pyrotechnische Gegenstände für Bühne und Theater
Pyrotechnische Gegenstände, die bei Shows oder sonstigen Aufführungen auf Bühnen abgebrannt werden.
Kategorie T1Pyrotechnische Gegenstände für Bühnen mit geringer Gefährdung (früher Klasse T1), erhältlich das ganze Jahr über, ab 18 Jahre.
Kategorie T2Pyrotechnische Gegenstände für Bühnen mit größerer Gefährdung (früher Klasse T2) und daher nur von Personen mit Fachkunde zu verwenden.
- Beispiele: Siehe Artikel Bühnenpyrotechnik

#### Sonstige Pyrotechnische Gegenstände
All diejenigen pyrotechnischen Gegenstände, die nicht unter die Feuerwerkskörper oder Bühnenpyrotechnik fallen.
Kategorie P1Pyrotechnische Gegenstände für sonstige Zwecke mit geringer Gefahr (früher Klasse T1), erhältlich das ganze Jahr über ab 18 Jahren.
Kategorie P2Pyrotechnische Gegenstände für sonstige Zwecke mit größerer Gefährdung (früher Klasse T2) und daher nur von Personen mit Fachkunde zu verwenden.
- Beispiele: Treibsätze von Modellraketen, Signalraketen, Hagelraketen, Bengalfackeln, Treibsatz für Rettungssystem von Ultraleichtflugzeugen (Klasse T2), Airbags und Gurtstraffer

#### CE-Kennzeichnung und BAM-Kennzeichen

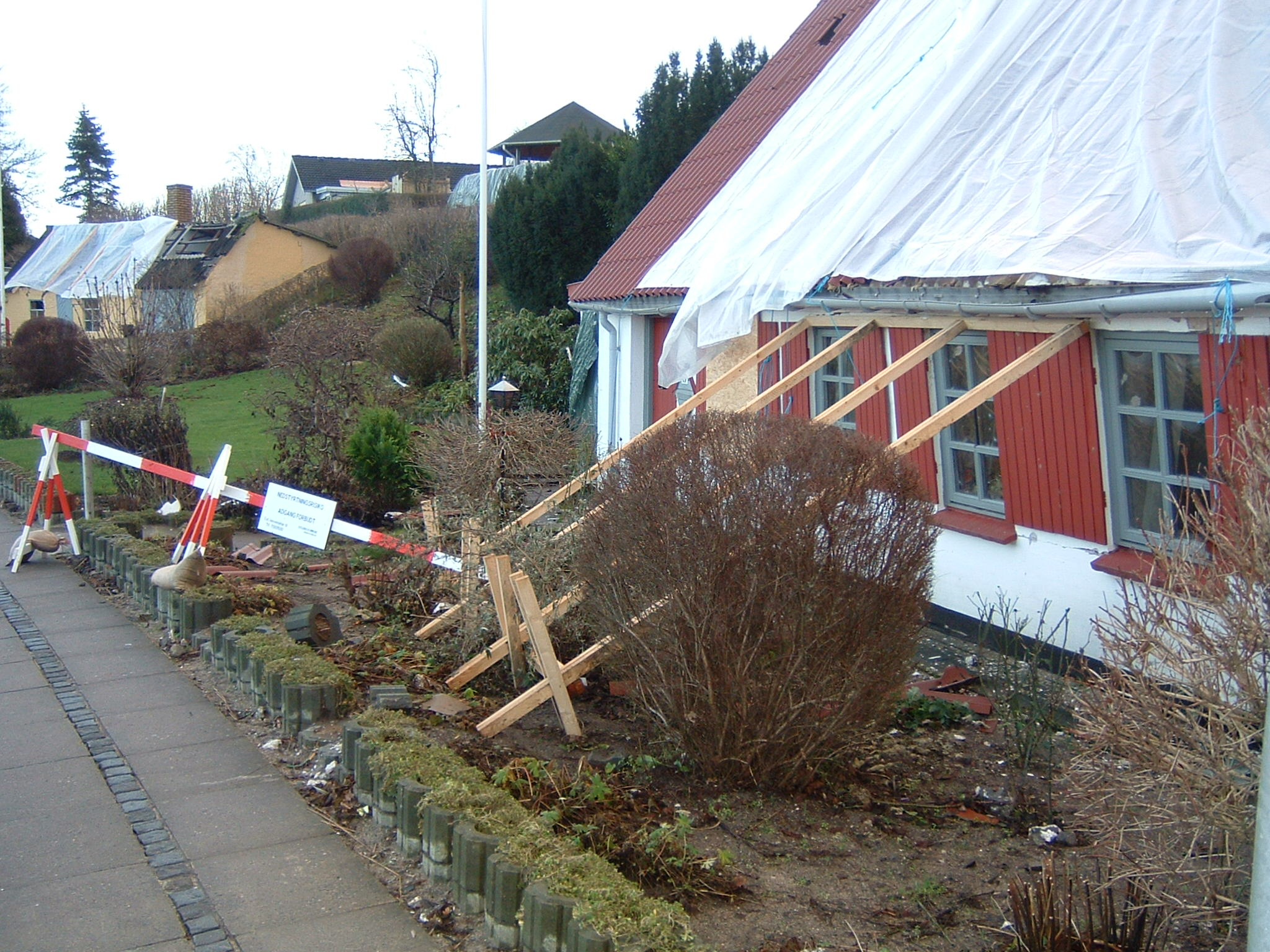
Ruinen nach der Explosion einer Feuerwerksfabrik in Seest, einem Vorort von Kolding, Dänemark, 2004, mit einem Toten und 85 Verletzten.
Bei dem ähnlichen Unfall 2000 in Enschede starben 23 Menschen. Nach diesem Ereignis wurde die Sorgfaltspflicht im Umgang mit Pyrotechnik europaweit deutlich verschärft.

Alle pyrotechnischen Gegenstände unterliegen einem Konformitätsnachweisverfahren. Ein pyrotechnischer Gegenstand darf nur in Verkehr gebracht werden, wenn er dieses Verfahren besteht und ein CE-Zeichen besitzt. Für bereits zugelassene Gegenstände ist nach § 47 SprengG eine Übergangsfrist bis 3. Juli 2017 vorhanden. Bis dahin dürfen zugelassene Gegenstände weiterhin hergestellt, in Verkehr gebracht und verwendet werden. Für Gegenstände der Klasse IV gilt eine besondere Regelung.
Folgende Ausführungen gelten für das Verfahren, das bis zum 30. September 2009 gültig war: Pyrotechnische Gegenstände müssen von der Bundesanstalt für Materialforschung und -prüfung (BAM) geprüft und zugelassen sein.
Die BAM veröffentlicht Listen über die erteilten Zulassungen.
Die Zulassung erkennt man an dem abgedruckten Zulassungszeichen:
(Die x werden durch eine fortlaufende Kennnummer ersetzt)
| Klasse | Zulassungszeichen | Beispiel                                       |
| ------ | ----------------- | ---------------------------------------------- |
| I      | BAM-FI-xxxx       | BAM-FI-1079 Wunderkerze Mini                   |
| II     | BAM-FII-xxxx      | BAM-FII-2464 Feuerwerksbatterie mit 25 Schuss  |
| III    | BAM-FIII-xxxx     | BAM-FIII-0349 Fontäne in Gold                  |
| IV     | – (siehe unten)   |                                                |
| T1     | BAM-FT1-xxxx      | BAM-FT1-0697 Raketenmotor für Flugmodelle D7-3 |
| T2     | BAM-FT2-xxxx      | BAM-FT2-0004 Handsignalrakete, rot             |

#### Verband der pyrotechnischen Industrie
1963 gegründet, war der Verband ursprünglich ein Zusammenschluss der Hersteller pyrotechnischer Gegenstände. Im Jahr 1989 wurde er zum Verband der pyrotechnischen Industrie, dem aktuell 22 Mitgliedsfirmen im gesamten Bundesgebiet angehören.
Der VPI gehört einer übergeordneten Verbandsstruktur innerhalb der Eisen- und Stahlindustrie an und damit zum Wirtschaftsverband für Stahl- und Metallverarbeitung (WSM) (Verbandsstruktur).
Seine Aufgabenbereiche sind mit technologischen und Fachinteressen im Bereich der pyrotechnischen Industrie verknüpft. Folgende pyrotechnische Sachthemen sind Teil der täglichen Arbeit im VPI:
- Deutsches Sprengstoffgesetz und seine Verordnungen
- Marktüberwachung
- Normung Klein- und Großfeuerwerk
- EU Pyrotechnik Richtlinie
- Illegale Importe von Großfeuerwerk
- REACH / CLP
- Feinstaub
- Statistiken
- Öffentlichkeitsarbeit
- Kontakte zu Behörden (BMI, BAM, BMVBW etc.)

Die vom VPI angebotenen Leistungen umfassen Informationen zur Geschichte des Feuerwerks selbst, zu Gesetzesthemen, Sicherheit, Umwelt, Forschung und Entwicklung.
Mit der stetigen Modernisierung in der Herstellung von Feuerwerkskörpern hat sich der VPI weiterentwickelt. Der Verband ist nach wie vor fachkundiger Ansprechpartner auf dem Gebiet des Feuerwerks und heute längst mit industriellen Fertigungsmethoden vertraut.
Im Bereich der pyrotechnischen Industrie betreut der VPI Hersteller von Silvesterfeuerwerken, Groß- und Bühnenfeuerwerken sowie pyrotechnischer Munition.

### Österreich: Pyrotechnikgesetz
Am 4. Jänner 2010 wurde das seit 1974 in Österreich geltende Pyrotechnikgesetz 1974 von einem neuen, modernisierten Gesetz abgelöst. Neben der Harmonisierung der EU-Rechtsnormen berücksichtigt es auch die geänderte Situation der Pyrotechnik in den letzten Jahrzehnten. Die Einteilung der pyrotechnischen Gegenstände erfolgt nun in Kategorien (früher „Klassen“). Dadurch werden die Gegenstände nicht mehr primär nach deren Satzgewicht, sondern nach Einsatzgebiet, Gefährlichkeit und Lärmentwicklung eingeteilt.

#### Feuerwerkskörper
Unter diesen Titel fallen Raketen, Bomben, Bombetten und Batterien, die für den Gebrauch in Feuerwerken bestimmt sind.
Kategorie F1 (entspricht etwa der bisherigen Klasse I)
Gefahr (lt. PyroTG 2010 § 11): „sehr gering“

Verwendung: (auch) in geschlossenen Bereichen

Lärmpegel: max. 120 dB auf 1 m

Klientel: Personen ohne besondere Sachkenntnis

Mindestalter: 12 Jahre

Auflagen: keine
Kategorie F2 (entspricht etwa der bisherigen Klasse II)
Gefahr (lt. PyroTG 2010 § 11): „gering“

Verwendung: in abgegrenzten Bereichen im Freien (Verbot der Verwendung in geschlossenen Räumen), gegebenenfalls unter Einhaltung von Sicherheitsabstand

Lärmpegel: max. 138 dB auf 1 m

Klientel: Personen ohne besondere Sachkenntnis

Mindestalter: 16 Jahre

Auflagen: Die Verwendung im Ortsgebiet (gem. StVO) ist ganzjährig verboten.
Kategorie F3 (entspricht etwa der bisherigen Klasse III)
Gefahr (lt. PyroTG 2010 § 11): „mittel“

Verwendung: in weiten, offenen Bereichen im Freien, unter Einhaltung von Sicherheitsabstand

Lärmpegel: max. 144 dB auf 1 m

Klientel: Personen mit Sachkenntnis

Mindestalter: 18 Jahre

Auflagen: Nachweis von Sachkenntnis erforderlich, Verwendung nur nach behördlicher Genehmigung
Kategorie F4 (entspricht etwa der bisherigen Klasse IV)
Gefahr (lt. PyroTG 2010 § 11): „groß“

Verwendung: keine Einschränkungen

Lärmpegel: unbegrenzt

Mindestalter: 18 Jahre

Klientel: Personen mit Fachkenntnissen

Auflagen: Nur durch Personen mit Fachkenntnis unter Einhaltung von Sicherheitsabstand zu verwenden.

#### Pyrotechnische Gegenstände für Bühne und Theater
Unter diesen Titel fallen Blitz-, Knall- und Sprühsätze die für den Gebrauch auf Bühnen und in Theatern bestimmt sind.
Kategorie T1Pyrotechnische Gegenstände für die Verwendung auf Bühnen und in Theatern, die eine geringe Gefahr darstellen.
Kategorie T2Pyrotechnische Gegenstände für die Verwendung auf Bühnen und in Theatern, die nur von Personen mit Fachkenntnissen verwendet werden dürfen.

#### Sonstige pyrotechnische Gegenstände
Unter diesen Titel fallen Gegenstände, die keiner der beiden vorigen Kategorien zugeordnet werden können.
Kategorie P1Sonstige pyrotechnische Gegenstände, die eine geringe Gefahr darstellen
Kategorie P2Sonstige pyrotechnische Gegenstände, die zur Verwendung Personen mit Fachkenntnissen vorbehalten sind (zum Beispiel: Zündmittel, Stoppine, Hagelabwehrraketen, Modellraketenmotoren, Leuchtsterne und Vorerzeugnisse)

#### Pyrotechnische Sätze
Unter diesen Titel fallen lose Sätze und Stoffgemische.
Kategorie S1Pyrotechnische Sätze, von denen nur geringe Gefahr ausgeht
Kategorie S2Pyrotechnische Sätze, die nur von Personen mit Fachkenntnis verwendet werden dürfen

#### Besitz und Verwendung
- Kategorie F1: ab dem 12. Lebensjahr
- Kategorien F2 und S1: ab dem 16. Lebensjahr
- Kategorien T1 und P1: ab dem 18. Lebensjahr
- Kategorie F3 und P2: ab dem 18. Lebensjahr, Nachweis von Sachkunde und behördliche Bewilligung
- Kategorien F4, T2 und S2: ab dem 18. Lebensjahr, Nachweis von Fachkenntnis und behördliche Bewilligung

Zu bemerken ist in diesem Zusammenhang die Unterscheidung von Sachkunde und Fachkenntnis (höherwertig). Die jeweils nötige Kenntnis kann nach dem vorliegenden Gesetz nur noch durch Ausbildungslehrgänge in staatlichen bzw. staatlich anerkannten Schulungseinrichtungen erlangt werden. Nach der Ausbildung ist zusätzlich noch eine festgelegte Anzahl von Praxiseinsätzen nötig (siehe auch Pyrotechniker in Österreich).

### Schweiz
Zuständig für die Zulassung ist die Zentralstelle Sprengstoff und Pyrotechnik (ZSP) im Bundesamt für Polizei (fedpol). Maßgebend ist hierbei das Sprengstoffgesetz (SprstG) und die Sprengstoffverordnung (SprstV). Die Kompetenzen für den Handel und den Erwerb von Feuerwerk und Sprengmitteln liegen dagegen bei den Kantonen (Kantonale Sprengstoffverordnung, KSprstV).
Kategorie FIumfasst Feuerwerkskörper mit sehr geringem Gefährdungspotenzial. Für den Verkauf ist keine Verkaufsbewilligung des entsprechenden Kantons notwendig. Die Herstellung und die Einfuhr untersteht jedoch der Bewilligungspflicht der Zentralstelle Sprengstoff und Pyrotechnik.
Kategorie FIIumfasst Feuerwerkskörper mit geringem Gefährdungspotenzial zur Verwendung in kleinen offenen Bereichen im Freien. Laut Bundesgesetz ist keine Altersbeschränkung vorgesehen. Empfohlen für die Abgabe wird ein Mindestalter von 12 Jahren. Die Kantone können jedoch Einschränkungen machen. Für den Verkauf ist eine Verkaufsbewilligung des entsprechenden Kantons notwendig.
Kategorie FIIIumfasst Feuerwerkskörper mit erhöhtem Gefährdungspotential zur Verwendung in weiten, offenen Bereichen im Freien. Der Verkauf ist nur an Personen über 18 Jahren gestattet. Für den Verkauf ist eine Verkaufsbewilligung des entsprechenden Kantons notwendig.
Kategorie FIVumfasst Feuerwerkskörper mit erheblichem Gefährdungspotential, die nicht in den Detailhandel gebracht werden dürfen. Es besteht Buchführungspflicht. Seit dem 1. Januar 2014 ist auch in der Schweiz ein Pyrotechnikerschein zum Abbrennen von Artikeln dieser Kategorie notwendig.
Kategorien G1, G2, G3umfassen pyrotechnische Gegenstände zu gewerblichen Zwecken. Für den Verkauf ist eine Verkaufsbewilligung des entsprechenden Kantons notwendig (außer für G3 Artikel). Der Verkauf ist nur an Personen über 18 Jahren gestattet. Es besteht Buchführungspflicht.

### Militärische Gegenstände
Militärisch genutzte Produkte sind Brandwaffen, Nebelmittel, und Leuchtsätze (Leuchtmunition, Signalmunition). Diese unterliegen auch im zivilen Einsatz entsprechenden Bestimmungen.